# Ceratogaulus
Ceratogaulus (цератогаулус або рогатий гофер) — викопний рід гризунів вимерлої родини Mylagaulidae. Ці травоїдні гризуни відомі з міоцену і пліоцену. Інша назва роду Epigaulus.

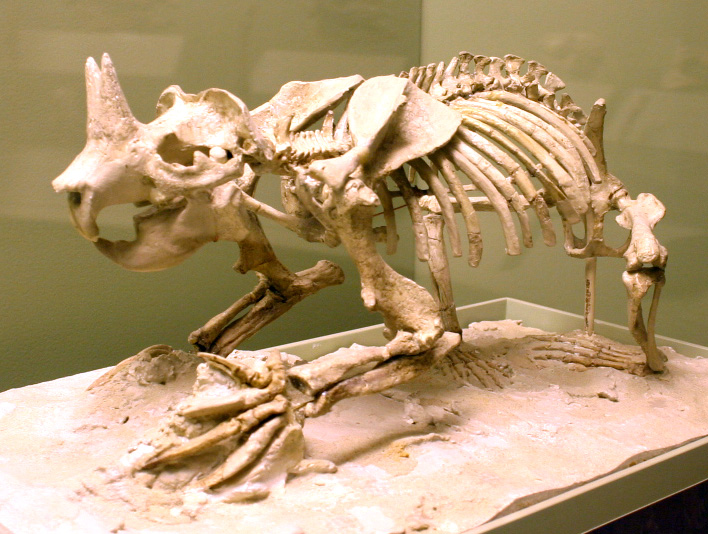
Скелет Ceratogaulus hatcheri, Музей природничої історії, Вашингтон

Рогаті гофери мали пару великих рогів, які починалися від носа. Цих тварин можна вважати найдрібнішими рогатими ссавцями та разом з ще одним викопним видом рогатим армадилом Peltephilus — єдиними рогатими викопними ссавцями. Мешкали рогаті гофери в районі Великих рівнин США і у Мексиці.
Роги служили, як припускають дослідники, для риття нір (на це вказує розташування рогів), як шлюбне вбрання або для оборони від переслідувачів. Оскільки статевого диморфізму у них не було, гіпотеза про оборону від хижаків здається найбільш реальною.